# Фидель (музыкальный инструмент)

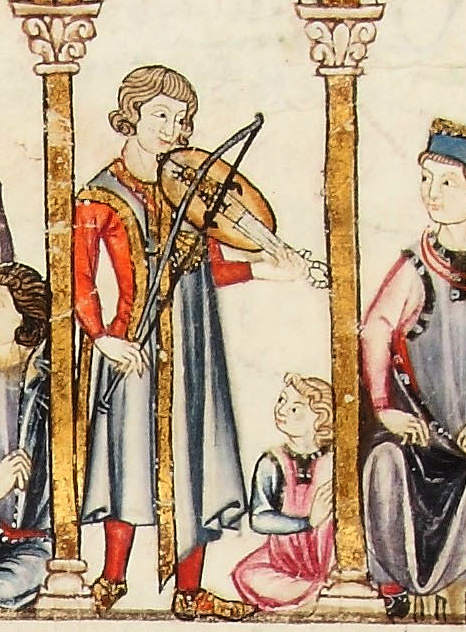
Виелист. Анонимная миниатюра из испанской рукописи (Библиотека Эскориала, Ms. J. b. 1), около 1300 г.

Фиде́ль (нем. Fiedel), вие́ла (фр. vièle, vielle, лат. viella), фидл (англ. fiddle) — обозначение группы струнных смычковых инструментов, широко распространённых в средневековой Европе.

## Исторический очерк
Древнейшие изображения фиделя датируются VIII—IX вв. (на книжном переплёте из слоновой кости в Лувре; в Утрехтской псалтири, датируемой ок. 860 г.). К IX веку относятся первые текстовые свидетельства. Нормативным считается вид, который фидель приобрёл в XII—XIII веках: овальный корпус, C-образные резонаторные отверстия, прямая шейка. В XIII—XIV веках в западной Европе фидель считался многофункциональным инструментом, пригодным и для сольной игры и для аккомпанемента. Иероним Моравский во второй половине XIII века описывает виелу как 5-струнный инструмент, который разными музыкантами настраивается по-разному: (1) G-d-g-d1-d1 (струна d описывается как бурдон); (2) G-d-g-d1-g1; (3) G-G-d-c1-c1 (в этих настройках возможно нижняя по тесситуре струна — также бурдон). Грокейо (ок.1300) располагает виелу на самом верху выстраиваемой им иерархии музыкальных инструментов, (как обычно) сопровождая своё теоретическое суждение «философскими» аргументами:

Среди всех рассмотренных нами струнных инструментов наиболее ценна виела. Ибо как разумная душа в силу присущей ей способности (virtualiter) содержит в себе другие естественные формы, [и как] четырёхугольник [содержит в себе] треугольник, а большее число меньшее, так и виела в силу присущей ей особенности (virtualiter) объемлет другие инструменты. И хотя некоторые другие инструменты в большей мере способствуют движениям человеческой души (как, например, на пирах, ристалищах и турнирах — тимпан и труба), все же именно на виеле различие всех музыкальных форм ощущается более тонко (subtilius). <…> Настоящий мастер исполнит на виеле любую музыку, песню и вообще любую музыкальную форму.